# YKT6
YKT6 (англ. YKT6 v-SNARE homolog) – білок, який кодується однойменним геном, розташованим у людей на короткому плечі 7-ї хромосоми. Довжина поліпептидного ланцюга білка становить 198 амінокислот, а молекулярна маса — 22 418.
| 10         |  | 20         |  | 30         |  | 40         |  | 50         |
| ---------- |  | ---------- |  | ---------- |  | ---------- |  | ---------- |
| MKLYSLSVLY |  | KGEAKVVLLK |  | AAYDVSSFSF |  | FQRSSVQEFM |  | TFTSQLIVER |
| SSKGTRASVK |  | EQDYLCHVYV |  | RNDSLAGVVI |  | ADNEYPSRVA |  | FTLLEKVLDE |
| FSKQVDRIDW |  | PVGSPATIHY |  | PALDGHLSRY |  | QNPREADPMT |  | KVQAELDETK |
| IILHNTMESL |  | LERGEKLDDL |  | VSKSEVLGTQ |  | SKAFYKTARK |  | QNSCCAIM   |

A: Аланін

C: Цистеїн

D: Аспарагінова кислота

E: Глутамінова кислота

F: Фенілаланін

G: Гліцин

H: Гістидин

I: Ізолейцин

K: Лізин

L: Лейцин

M: Метіонін

N: Аспарагін

P: Пролін

Q: Глутамін

R: Аргінін

S: Серин

T: Треонін

V: Валін

W: Триптофан

Кодований геном білок за функціями належить до трансфераз, фосфопротеїнів. 
Задіяний у таких біологічних процесах, як транспорт, транспорт білків, транспорт між ендоплазматичним ретикулумом і апаратом Гольджі, альтернативний сплайсинг. 
Локалізований у цитоплазмі, мембрані, цитоплазматичних везикулах, апараті гольджі.